# Dušan Hladík
Dušan Hladík (* 9. dubna 1959 Brno) je český římskokatolický kněz působící ve Spojených státech amerických, bývalý člen cisterciáckého řádu a papežský kaplan.

## Životopis
Pochází z Kuřimi, kde už jako dítě ministroval, a je jedináčkem. Jeho otec Jan Hladík byl dámský krejčí, matka Olga Hladíková pracovala jako kuchařka v dětských jeslích. Po maturitě na střední průmyslové škole elektrotechnické v Brně v roce 1978 začal studovat na Cyrilometodějské bohoslovecké fakultě v Litoměřicích. Kněžské svěcení přijal 26. června 1983 v Brně a posléze působil jako farní vikář nejprve v Židlochovicích, poté v Brně-Zábrdovicích a nakonec ve farnosti u kostela sv. Kříže ve Znojmě. V září 1986 se stal prefektem kněžského semináře v Litoměřicích a začal vyučovat liturgický zpěv a liturgické a společenské chování na litoměřické Cyrilometodějské bohoslovecké fakultě. Jeho pedagogické působení bylo ukončeno v prosinci 1989, roku 1990 získal licenciát teologie na Katolické teologické fakultě Univerzity Karlovy v Praze a byl ustanoven duchovním správcem farnosti Velké Němčice.
V roce 1994 se stal doktorem teologie a vstoupil do cisterciáckého řádu, v němž přijal řeholní jméno Jan. Jednoroční noviciát strávil v klášteře Heiligenkreuz v Rakousku a od roku 1995 pobýval ve Vyšebrodském klášteře. Ve Vyšším Brodě působil nejprve jako správce kláštera a roku 1997 se stal duchovním správcem tamní farnosti. Po uplynutí doby časných slibů se však rozhodl z řádu vystoupit a vrátil se do brněnské diecéze. V srpnu 1999 byl vyslán do Spojených států amerických, kde působí jako předseda České misie v Chicagu a šéfredaktor českého krajanského měsíčníku Hlasy národa, podílí se na pořádání Moravských dnů v Chicagu a vystupuje v televizní stanici pro chicagské Čechy, a formálně ustanoven farním vikářem v Rousínově. Onemocněl rakovinou, ale ze své nemoci se zotavil. Roku 2010 jej papež Benedikt XVI. jmenoval kaplanem Jeho Svatosti. Mimo svého kněžského povolání se Dušan Hladík učil hrát na klavír, harmoniku a varhany a věnuje se také přístrojovému potápění a amatérské výstavbě varhan.

## Dílo
- Pašije na Květnou neděli a na Velký pátek, Ústřední církevní nakladatelství, Praha 1988
- Dějiny kláštera Porta Coeli I, Sursum, Tišnov 1994
- Česká misie v Chicagu, Česká misie, Chicago 2008